# Charles Antoine Houdar de La Motte

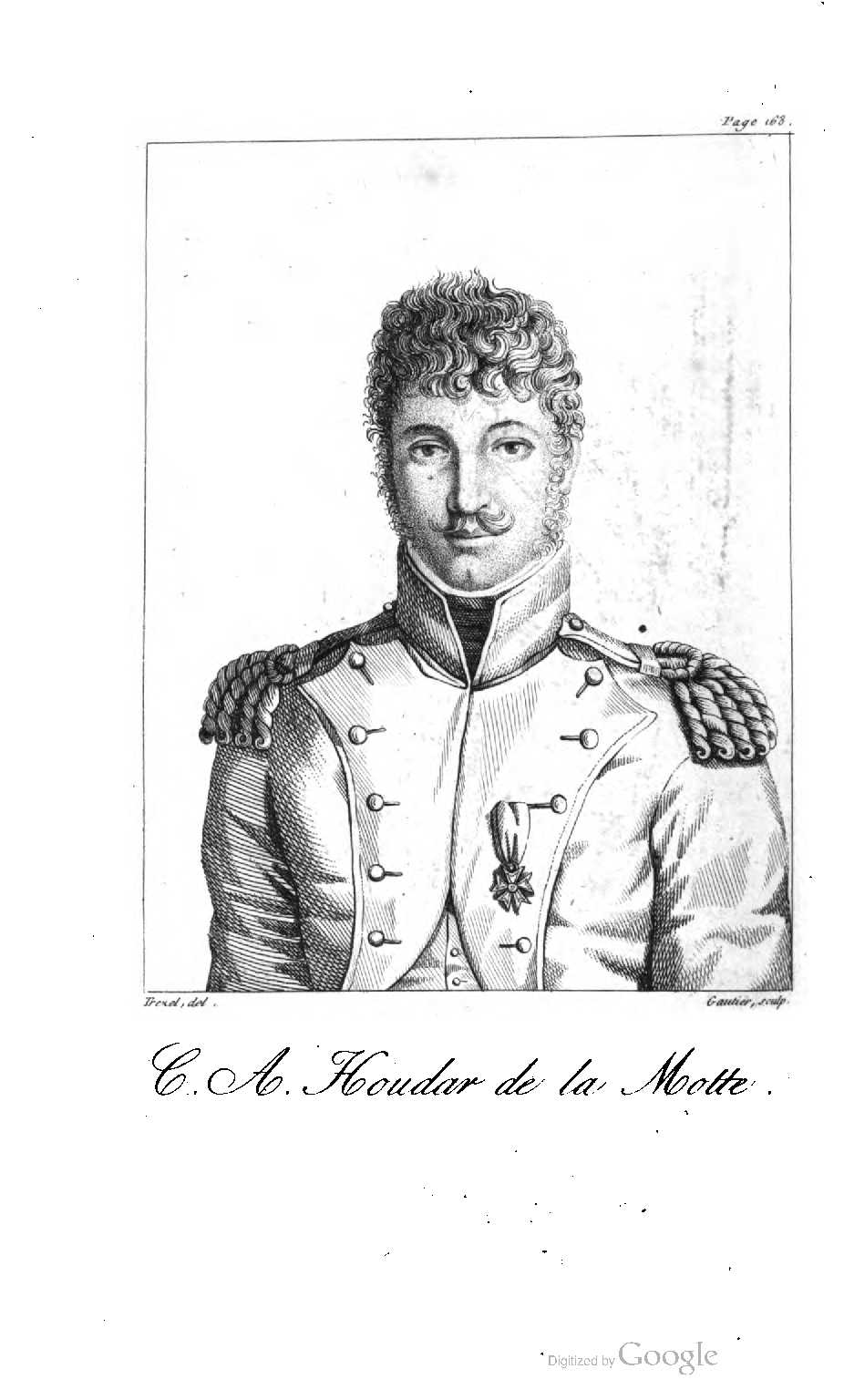
Charles Antoine Houdar de la Motte

Charles Antoine Houdar de La Motte (* 21. November 1773 in Versailles, Département Yvelines; † 14. Oktober 1806 bei Jena) war ein französischer Colonel der Infanterie.

## Leben und Wirken
Houdar de La Motte war ein Sohn des Verwaltungsbeamten Louis-Antoine de La Motte und dessen Ehefrau Marie-Marguerite Le Dée; der Schriftsteller Antoine Houdar de La Motte war ein entfernter Verwandter.
Durch die Unterstützung des Politikers Louis Phélypeaux de Saint-Florentin, des Arbeitgebers seines Vaters, begann Houdar de La Motte seine militärische Laufbahn 1793 bereits im Rang eines sous-lieutenants. Erst bei der Armée du Nord, wechselte er später zur Armée de Sambre-et-Meuse. Er konnte sich in den Revolutionskriegen mehrmals auszeichnen und wurde im April 1797 Aide-de-camp bei General Louis Baraguey d’Hilliers.
Als Napoleon Bonaparte 1798 seine Invasion Ägyptens plante, stellte er Houdar de La Motte für verschiedene Aufgaben frei. Nach der Kapitulation Maltas am 11. Juni blieb Houdar de La Motte auf Malta und sollte u. a. die erbeuteten Fahnen des Malteserordens nach Frankreich bringen. Noch in Sichtweite der Insel wurde sein Schiff von der Royal Navy aufgebracht und er selbst gefangen genommen.
Während des zweiten Koalitionskriegs kam Houdar de La Motte im Juli 1799 frei und konnte nach Frankreich zurückkehren. Im Rang eines Colonels wurde er von General Baraguey d’Hilliers sofort wieder in dessen Stab aufgenommen.
1805 wechselte Houdar de La Motte in gleicher Stellung zu General Louis-Vincent-Joseph Le Blond, Comte de Saint-Hilaire und kämpfte unter dessen Befehl bei Austerlitz (2. Dezember 1805). In der Schlacht von Jena (14. Oktober 1806) wurde Houdar de La Motte getötet und fand seine letzte Ruhestätte am Rande des Schlachtfelds.

## Ehrungen
- 25. Dezember 1805 Kommandeur der Ehrenlegion